# Pseudoeurycea cochranae
Pseudoeurycea cochranae es una especie de anfibio caudado (salamandras) de la familia Plethodontidae. Es endémica de México.

## Clasificación y descripción de la especie
Es una salamandra de la familia Plethodontidae del orden Caudata. Es de talla mediana, alcanza una longitud de 5.6 cm. La cola es más corta que la longitud del cuerpo. Sus ojos son moderadamente grandes y sus extremidades delgadas y largas. Cuerpo café oscuro con numerosas manchas rojizas de forma irregular y brazo rojizo. La región lateral es de color liquen, incluyendo los lados de la cola.

## Distribución de la especie
Endémica de México, restringida a las montañas del centro y oeste del estado de Oaxaca.

## Ambiente terrestre
Vive en bosques de encino y pino-encino entre los 1700 y 2200 ms.n.m. Generalmente viven refugiados debajo de los troncos o entre la corteza de los troncos caídos. Sus hábitats naturales incluyen montanos húmedos, plantaciones y jardines rurales.

## Estado de conservación
Se considera como Amenazada (Norma Oficial Mexicana 059) y en Peligro de Extinción en la Lista Loja de la UICN. Está amenazada de extinción debido a la destrucción de su hábitat.